# Lijst van burgemeesters van Oostkamp
Dit is een chronologische lijst van de burgemeesters van Oostkamp, een gemeente in de Belgische provincie West-Vlaanderen.

## Ancien regime
- circa 1580: Christianus Lantsoght[bron?]
- 1592: Andries De Rouvere (alle tander land van de heerlijkheid Oorscamp ligt woeste en verlaten).
- 1611: Jan Vereecke
- 1645: Christiaen Dobbelaere
- 1647: Pieter Vandewalle
- 1649: Joos Ruebens
- 1653: Maarten Verdijck
- 1660: Maarten Verdijck
- 1665: Maarten Verdijck
- 1673: Ghelein Vereecke(† 13 oktober 1676)
- 1676: Jan Goormachtigh
- 1679: Pieter Deruwe
- 1684: Johannes Van Hecke
- 1693: Simoen Vandewalle (in oktober 1694 gearresteerd en weggevoerd naar het kasteel van Rumbeke)
- 1699: Lieven De Backere
- 1702: Lieven De Backere
- 1705: Pieter De Deyne de Jonge
- 1711: Lieven De Backere
- 1717: Lauwerijns Goormachtigh
- 1719: Cornelis De Deyne
- 1722: Willem De Deyne
- 1726: Lauwerijns Goormachtigh
- 1730: Adriaen Gailliaert
- 1733: Jan Gailliaert
- 1738: Wiillem De Deyne
- 1791: Jacques Lauwers
- 1792: Jan Huys

## Franse en Hollandse tijd
- 1800-1804: Pieter Madou
- 1805-1812: Charles Beaucourt
- 1813-1824: Balthazar van den Bogaerde
- 1825-1830: Julien-Emmanuel d'Hanins de Moerkerke

## Belgisch koninkrijk
- 1830-1873 : Louis-Joseph de Bie de Westvoorde
- 1873-1878 : Gustave van Zuylen van Nyevelt
- 1879-1904 : Louis-Charles de Bie de Westvoorde
- 1905-1937 : Albert Peers de Nieuwburgh
  - 1937-1938 : Emiel Welvaert (waarnemend)
- 1939-1946 : Pierre van der Plancke
  - 1942-1944 : Leo Vandekerckhove (oorlogsburgemeester)
- 1947-1958 : Georges Claeys
- 1958-1978 : Jozef D'Hoore
- 1978-1995 : Edward Demuyt
- 1995-2017 : Luc Vanparys
- 2017 - : Jan de Keyser

Brussels Hoofdstedelijk Gewest:
Anderlecht · 
Brussel

Vlaanderen:
Aalst · 
Aarschot · 
Antwerpen · 
 Asse · 
Beernem · 
Bertem · 
Blankenberge · 
Brugge · 
Damme · 
De Haan · 
De Panne · 
Deerlijk · 
Deinze · 
Eeklo · 
Evergem · 
Galmaarden · 
Geraardsbergen · 
Gent · 
Halle · 
Hasselt · 
Herent · 
Herk-de-Stad · 
Herzele · 
Heusden-Zolder · 
Houthalen-Helchteren · 
Ichtegem · 
Kaprijke · 
Knokke-Heist · 
Kortemark · 
Kortenberg · 
Kortrijk · 
Leuven · 
Lichtervelde · 
Lievegem · 
Lokeren · 
Maldegem · 
Mechelen · 
Moerbeke-Waas · 
Ninove · 
Oostende · 
Oostkamp · 
Poperinge · 
Roeselare · 
Ronse · 
Sint-Lievens-Houtem · 
Sint-Niklaas · 
Sint-Truiden · 
Temse · 
Tielt · 
Tienen · 
Tongeren · 
Torhout · 
Veurne · 
Waregem · 
Wellen · 
Wetteren · 
Wichelen · 
Zaventem · 
Zedelgem · 
Zele · 
Zonhoven · 
Zottegem

Wallonië: 
Charleroi · 
's-Gravenbrakel · 
Morlanwelz · 
Ophain-Bois-Seigneur-Isaac · 
Waver